# Iwan Starżynski
Iwan Iljicz Starżynski (ros. Иван Ильич Старжинский, ur. 13 marca 1912 we wsi Bałandino obecnie w rejonie asiekiejewskim w obwodzie orenburskim, zm. 1 maja 1980 w Riazaniu) – był radzieckim lotnikiem wojskowym stopniu podpułkownika i Bohaterem Związku Radzieckiego (1946).

## Życiorys
Urodził się w rodzinie chłopskiej. Miał wykształcenie średnie, pracował jako koniuch w Millerowie. W 1930 został powołany do armii, uczył się w szkole piechoty w mieście Ordżonikidze (obecnie Władykaukaz), skąd został odkomenderowany do nauki w wojskowej szkole lotników w Orenburgu, którą ukończył w 1934. Brał udział w wojnie z Finlandią 1939–1940, a od czerwca 1941 w wojnie z Niemcami. Walczył na Froncie Zachodnim w składzie 125 pułku lotnictwa bombowego 13 Mieszanej Dywizji Lotniczej i od września 1941 do stycznia 1942 w składzie 222 Dywizji Bombowców na Froncie Leningradzkim. Od lipca do października 1942 wraz z dywizją pozostawał w rezerwie Stawki Najwyższego Naczelnego Dowództwa, po czym została włączona w skład Lotnictwa Dalekiego Zasięgu; 26 marca 1943 125 pułk Lotnictwa Dalekiego Zasięgu, w którym walczył, został przemianowany na 15 gwardyjski pułk Lotnictwa Dalekiego Zasięgu. Brał udział w (najczęściej nocnych) bombardowaniach obiektów w Witebsku, Wiaźmie, Newlu, Briańsku, Smoleńsku, Warszawie i Królewcu. Od listopada 1943 służył w 113 lotniczym pułku dalekiego zasięgu, który 5 stycznia 1944 został przemianowany na 27 gwardyjski lotniczy pułk dalekiego zasięgu; został jego nawigatorem. Do końca wojny wykonał 250 lotów bojowych, w tym na głębokie tyły wroga w celu bombardowania. W 1947 ukończył kursy doskonalenia kadry oficerskiej, był pomocnikiem starszego nawigatora w 30 oficerskiej lotniczej szkole przysposobienia bojowego dalekiego zasięgu, w 1957 został zwolniony do rezerwy w stopniu podpułkownika. Miał wylatane 1136 godzin, w tym 715 nocą.

## Odznaczenia
- Złota Gwiazda Bohatera Związku Radzieckiego (15 maja 1946)
- Order Lenina (trzykrotnie, 13 marca 1944, 15 maja 1946 i 30 grudnia 1956)
- Order Wojny Ojczyźnianej I klasy (10 kwietnia 1943)
- Order Czerwonej Gwiazdy (6 listopada 1946)
- Medal „Za zasługi bojowe” (3 listopada 1944)

I inne.